# 지속성 프레임워크
지속성 프레임워크(Persistence Framework)는 데이터의 저장, 조회, 변경, 삭제를 다루는 클래스 및 설정 파일들의 집합이다. 지속성 프레임워크를 사용하면 JDBC 프로그래밍의 복잡함이나 번거로움 없이 간단한 작업만으로 데이터베이스와 연동되는 시스템을 빠르게 개발할 수 있으며 안정적인 구동도 보장한다.

## 종류
SQL 문장으로 직접 데이터베이스 데이터를 다루는 'SQL 맵퍼(mapper)'로 마이바티스가 있다. 그리고 자바 객체를 통해 간접적으로 데이터베이스 데이터를 다루는 '객체 관계 맵퍼(Object-Relational mapper)'로 하이버네이트가 있다.